# Ключ 8
| 亠                     | 亠       | 亠       |
| ---------------------- | -------- | -------- |
| 7                      | 8        | 9        |
| Піньінь:               | 頭 tóu   | 頭 tóu   |
| Чжуїнь:                |          |          |
| Вейд-Джайлз:           |          |          |
| Ютпхін:                |          |          |
| Он:                    | なべぶた | なべぶた |
| Кун:                   |          |          |
| Кандзі:                |          |          |
| Хун:                   | 두       | 두       |
| Им:                    | 머리부분 | 머리부분 |
| Індекс у Вікісловнику: | 亠       | 亠       |

Ключ 8 (⼇, в юнікоді U+2F07) — один з 23 (з загальної кількості 214) ієрогліфічних ключів, який записується двома лініями.
В Словнику Кансі подано 38 ієрогліфів з цим ключем.

## Ієрогліфи
| кількість рисок | ієрогліфи         |
| --------------- | ----------------- |
| без додаткових  | 亠                |
| 1 додаткова     | 亡                |
| 2 додаткові     | 亢 亣             |
| 4 додаткові     | 交 亥 亦 产       |
| 5 додаткових    | 亨 亩 亪          |
| 6 додаткових    | 享 京             |
| 7 додаткових    | 亭 亮 亯 亰 亱 亲 |
| 8 додаткових    | 亳                |
| 10 додаткових   | 亴 亵             |
| 11 додаткових   | 亶 亷             |
| 14 додаткових   | 亸                |
| 20 додаткових   | 亹                |